# Autreville-sur-Moselle
Pour les articles homonymes, voir Autreville et Moselle.
Autreville-sur-Moselle est une commune française située dans le département de Meurthe-et-Moselle en région Grand Est.

## Géographie
D’après les données Corine Land Cover, le ban communal, en forme de patatoïde de 460 hectares, comprend en 2011, plus de 48 % de terres arables et de prairies, près de 20 % de forêt, 10 % de surfaces agricoles diverses et 21 % de surfaces en eau.
Le territoire est arrosé par la Moselle et sa canalisation et la commune est desservie par la route départementale no 40. L'altitude moyenne de la commune est de 254 m (Moselle à 184 m et plateau à 331 m)

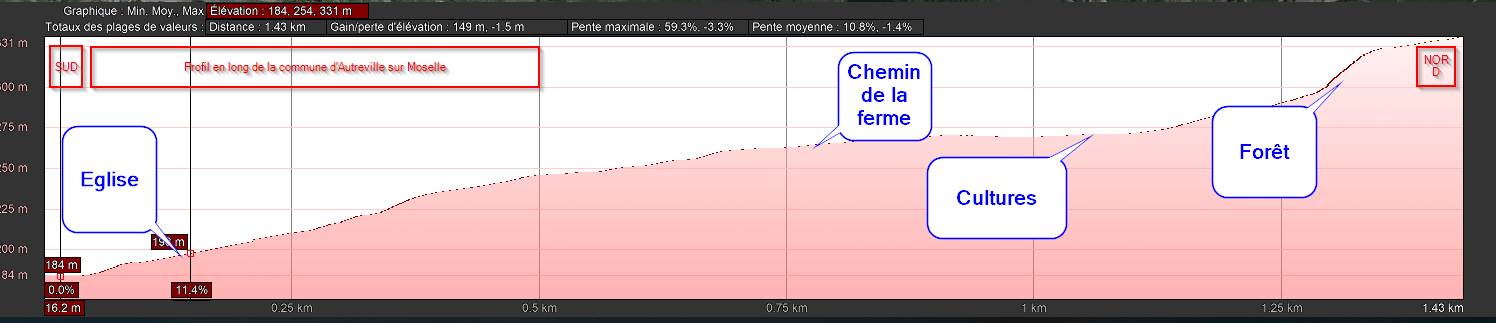
_{Altimétrie de la commune d'Autreville, suivant un axe sud-nord, passant par le village.}

### Localisation
Autreville-sur-Moselle se situe sur la rive droite de la Moselle, à une vingtaine de kilomètres au nord de Nancy.
Communes voisines
Communes limitrophes
| Dieulouard | Bezaumont              | Ville-au-Val |
|            | Autreville-sur-Moselle |              |
| Belleville |                        | Millery      |

### Topographie
Le village d’Autreville est établi au pied d'une colline (« côte ») nommée la Falaise (de même étymologie que l'allemand Fels, « rocher »).
La Falaise est un plateau allongé de 900 à 200 m entouré de restes de remparts de pierres et de terre. Vers l’Ouest de ce plateau dominant le village se devinent des traces de vallum,. Des cavités anthropiques – une série de petits trous probablement creusés par l'homme – ont été explorées sur la Falaise au début des années 1960, d'un développement souterrain allant de 4 à 16 m.
Une seconde colline, la Côte Pelée, se situe également en partie sur le territoire de la commune, au nord-ouest de la Falaise, étant séparée de cette dernière par un vallon, le lieu-dit Entre Deux Monts, qui débouche sur la commune limitrophe de Ville-au-Val ainsi que sur la ferme fortifiée de Villers-les-Prud'hommes. Aussi appelée la Grande Côte, cette côte est qualifiée de « pelée » car dépouillée de la forêt primitive qui devait encore exister aux premiers siècles de l’occupation romaine. Elle fait partie d'un massif se prolongeant jusqu'au village de Sainte-Geneviève et forme le début du Grand Couronné rendu célèbre par les combats de la Première Guerre mondiale en 1914.

### Géologie
Le sous-sol de la rive droite de la Moselle se caractérise par la présence de marnes infraoolithiques. La découverte fréquente de fossiles marins (ammonites sonninia, rostres de bélemnites...) atteste la présence de la mer à différentes époques géologiques.

### Faune et flore
280 espèces et infra-espèces animales et végétales sont recensées sur le territoire de la commune.
Deux zones sont classées zone naturelle d'intérêt écologique, faunistique et floristique (ZNIEFF) : des gîtes à chiroptères du côté de Ville-au-Val et les prés du Liégeot du côté de Dieulouard.

### Hydrographie
La commune est dans le bassin versant du Rhin au sein du bassin Rhin-Meuse. Elle est drainée par la Moselle et la Moselle canalisée,.
Autreville-sur-Moselle se situe sur la rive droite de la Moselle. D'une longueur totale de 560 kilomètres dont 314 kilomètres en France, celle-ci prend sa source dans le massif des Vosges au col de Bussang et se jette dans le Rhin à Coblence en Allemagne. La Moselle a connu dans l'Histoire plusieurs modifications naturelles de son cours. C'est ainsi que la presqu'île de Graslieux, au nord-ouest d'Autreville, a été créée en 1734 après un orage subit.
La Moselle canalisée est un canal, chenal non navigable de 135 km qui relie la commune de Dieulouard à celle de Kœnigsmacker où il se jette dans la Moselle.
Selon les anciennes cartes, un petit cours d'eau, le ruisseau Lesage, s'écoulait dans le vallon séparant la Côte Pelée et la Falaise, traversait le lieu-dit Le Rouot, puis se jetait dans la Moselle à l'ouest du village.
Une source ferrugineuse, Bonne Fontaine, est mentionnée historiquement à l'est du village.

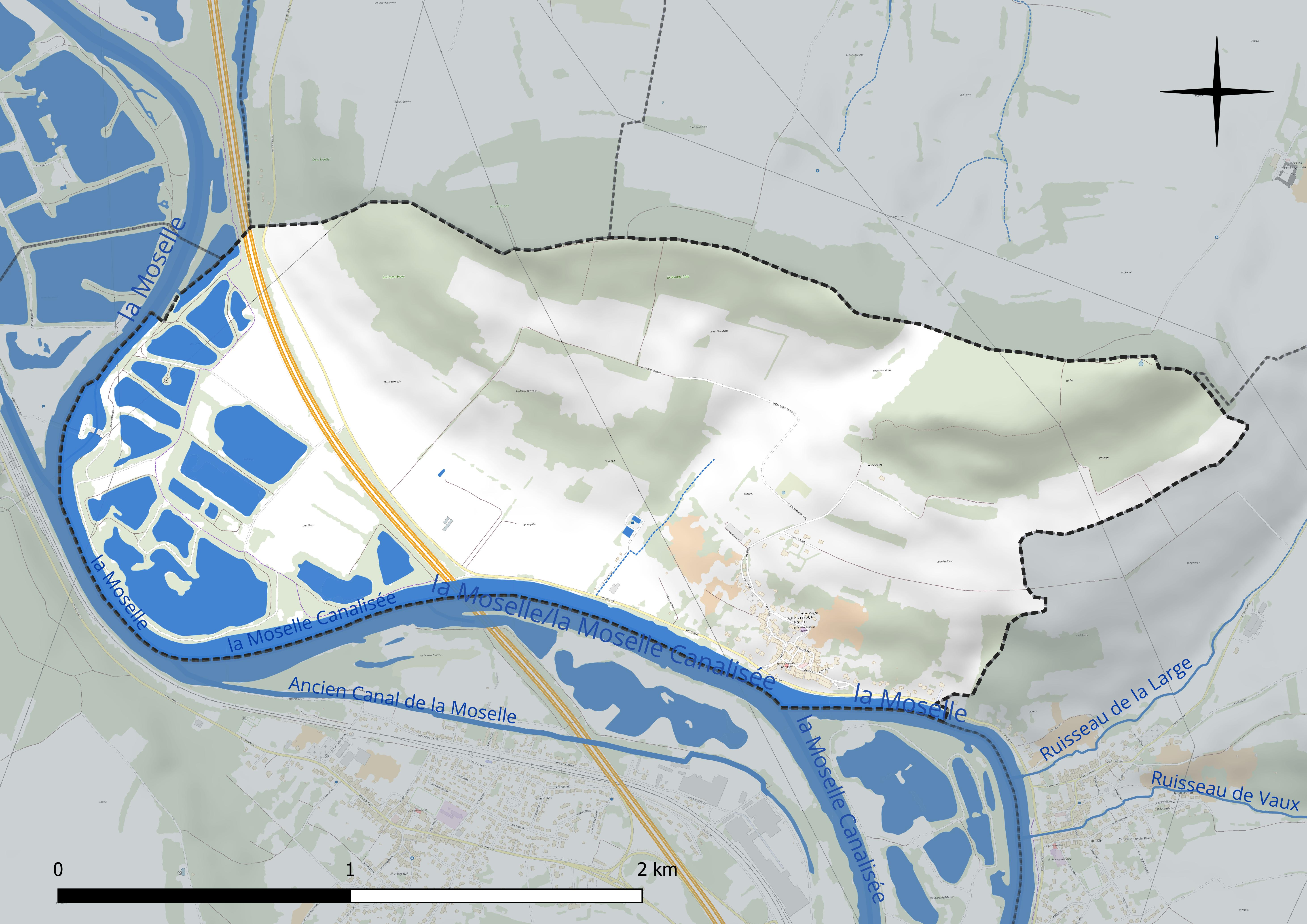
Réseau hydrographique d'Autreville-sur-Moselle.

### Climat
Pour des articles plus généraux, voir Climat du Grand Est et Climat de Meurthe-et-Moselle.
En 2010, le climat de la commune est de type climat des marges montagnardes, selon une étude du Centre national de la recherche scientifique s'appuyant sur une série de données couvrant la période 1971-2000. En 2020, Météo-France publie une typologie des climats de la France métropolitaine dans laquelle la commune est exposée à un climat semi-continental et est dans la région climatique Lorraine, plateau de Langres, Morvan, caractérisée par un hiver rude (1,5 °C), des vents modérés et des brouillards fréquents en automne et hiver.
Pour la période 1971-2000, la température annuelle moyenne est de 9,9 °C, avec une amplitude thermique annuelle de 16,9 °C. Le cumul annuel moyen de précipitations est de 824 mm, avec 12,5 jours de précipitations en janvier et 9,5 jours en juillet. Pour la période 1991-2020, la température moyenne annuelle observée sur la station météorologique de Météo-France la plus proche, « Nancy-Essey », sur la commune de Tomblaine à 17 km à vol d'oiseau, est de 11,0 °C et le cumul annuel moyen de précipitations est de 746,3 mm. 
La température maximale relevée sur cette station est de 40,1 °C, atteinte le 24 juillet 2019 ; la température minimale est de −24,8 °C, atteinte le 21 février 1956,,.
Les paramètres climatiques de la commune ont été estimés pour le milieu du siècle (2041-2070) selon différents scénarios d'émission de gaz à effet de serre à partir des nouvelles projections climatiques de référence DRIAS-2020. Ils sont consultables sur un site dédié publié par Météo-France en novembre 2022.

## Urbanisme

### Typologie
Au 1er janvier 2024, Autreville-sur-Moselle est catégorisée commune rurale à habitat dispersé, selon la nouvelle grille communale de densité à sept niveaux définie par l'Insee en 2022.
Elle est située hors unité urbaine. Par ailleurs la commune fait partie de l'aire d'attraction de Nancy, dont elle est une commune de la couronne,. Cette aire, qui regroupe 353 communes, est catégorisée dans les aires de 200 000 à moins de 700 000 habitants,.

### Occupation des sols
L'occupation des sols de la commune, telle qu'elle ressort de la base de données européenne d’occupation biophysique des sols Corine Land Cover (CLC), est marquée par l'importance des territoires agricoles (59,4 % en 2018), une proportion identique à celle de 1990 (59,4 %). La répartition détaillée en 2018 est la suivante : 
terres arables (32,5 %), eaux continentales (21,6 %), forêts (19 %), prairies (16,1 %), zones agricoles hétérogènes (10,8 %). L'évolution de l’occupation des sols de la commune et de ses infrastructures peut être observée sur les différentes représentations cartographiques du territoire : la carte de Cassini (XVIIIe siècle), la carte d'état-major (1820-1866) et les cartes ou photos aériennes de l'IGN pour la période actuelle (1950 à aujourd'hui).

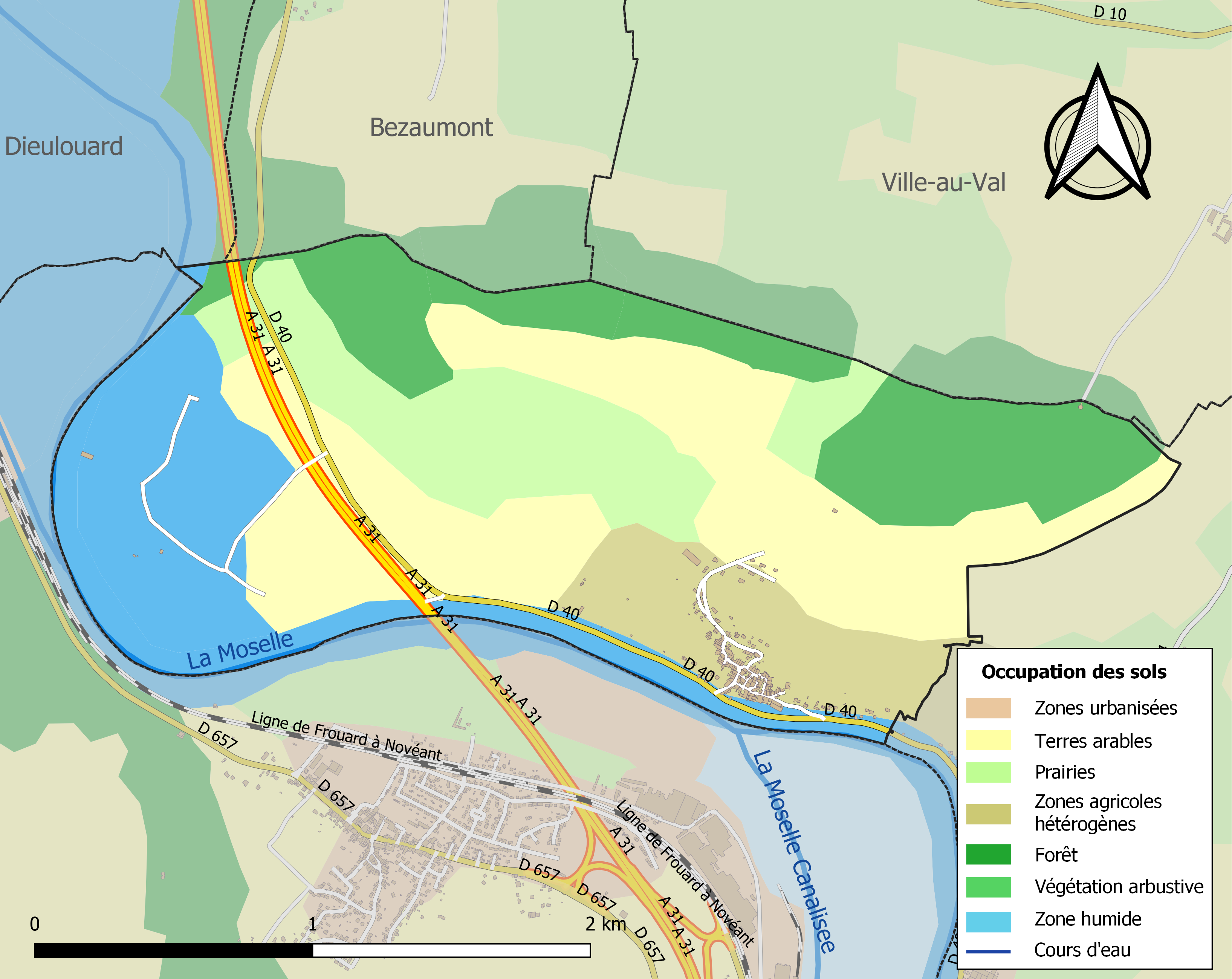
Carte des infrastructures et de l'occupation des sols de la commune en 2018 (CLC).

### Voies de communication et transports
Autreville-sur-Moselle est située sur la route départementale 40[réf. nécessaire], entre Millery et le Pont-de-Mons, qui autrefois traversait le village, avant la construction d'un contournement[Quand ?] sur la berge de la Moselle.
Les grands axes de communication Nord-Sud du département se trouvent sur l'autre rive de la Moselle :
- Route nationale 57.
- Autoroute A31, qui repasse sur la rive droite par le viaduc d'Autreville[34], construit en 1972 par la Compagnie française d'entreprises métalliques (CFEM)[35] à la sortie nord du village. Autreville est desservie par les échangeurs 24 (Belleville) et 25 (Custines).
- Ligne ferroviaire Nancy-Metz, où passent le TER Lorraine et, depuis 2007, les TGV à destination de Paris de la LGV Est européenne.

L'aéroport le plus proche est celui de Metz-Nancy-Lorraine, distant de 26 km.

La Moselle canalisée passe devant Autreville depuis la fin des années 1960, période à laquelle a été creusée la dérivation de Belleville en face du village, ainsi devenu un lieu de passage de péniches et de bateaux de plaisance.

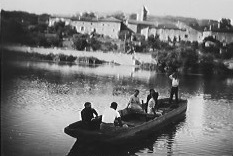
Traversée du bac d'Autreville-sur-Moselle en 1941.

À noter que, jusqu'à la Seconde Guerre mondiale, un bac traversant la Moselle — et déjà indiqué sur une carte d'état-major datant du milieu du XIXe siècle— permettait de rejoindre la gare de Belleville sur l'autre rive, comme en témoigne encore la présence, en contrebas de la RD40, de la crémaillère qui servait à tendre le câble pour guider le bac : « ...des habitants d’Autreville, qui après avoir traversé la Moselle (bac avec passeur ou barques personnelles), se rendaient à la gare pour rejoindre leur lieu de travail." »
Jusqu'en août 2022, la commune était desservie en semaine par la ligne R370 du réseau de bus TED à destination de Nancy mais cette desserte a été supprimée sans préavis. Il reste le réseau de transport à la demande Le Bus. Des lignes de transport scolaire desservent le collège de Dieulouard et les établissements de Pont-à-Mousson.
La commune se trouve sur le tracé de la véloroute La Voie bleue (ex-Véloroute Charles le Téméraire).

## Toponymie
Le nom de la localité a évolué au fil du temps :
- Altera villa, 896[41] ;
- Ultris, Utris villa, in comitatu Scarponinse, 932 (Charte de Saint-Gauzelin à l'abbaye de Bouxières) ;
- Altrivilla, 936 (Histoire de Lorraine I, c. 343) ;
- Atreville, 1424 (Comptes du domaine de Nancy) ;
- Aultreville, 1501 (acte notarié)[42], 1600 (Comptes du domaine de Nancy)[43].

Les noms de lieu composés d'un nom propre et de « villa » (signifiant en latin « maison de campagne » ou « ferme ») ont été formés aux époques mérovingienne et carolingienne. L'étymologie de la première partie du toponyme pourrait donc être le nom d'un personnage germanique (Alterus) plutôt que celle, plus intuitive, issue de l'adjectif latin altera (« autre »). L'hypothèse que des noms en -ville ou en -court puissent être forgés sur des adjectifs (cas de figure certes rare mais néanmoins possible, notamment sur des terres fiscales où la dénomination du lieu ne pouvait pas s'inspirer du nom du propriétaire) n'est envisagée qu'en cas d'évidence.
Pour Aude Wirth, rien ne s'oppose à ce que le nom d'Autreville, soit ramené à *altera villa « autre ville ».
La commune a pris son nom d’Autreville-sur-Moselle le 25 juin 1936, à la suite d'une demande dans ce sens approuvée en août 1932, afin de se différencier de ses divers homonymes en France, notamment Autreville dans les Vosges, avec laquelle il lui est arrivé d'être confondue.

## Histoire

### Préhistoire
Différentes fouilles archéologiques réalisées au XIXe et au XXe siècle ont mis au jour divers objets (éclats, pointes de flèches, grattoirs, etc.) en silex ou autres matériaux datant du néolithique et attestant une occupation humaine dès cette période sur la Côte Pelée et le plateau d'Autreville,,. Un certain nombre de ces objets sont catalogués dans les collections du Musée historique lorrain au palais ducal de Nancy.
Une épée datée de l'Âge du bronze III a été découverte en 1928 dans la Moselle en face d'Autreville, par l'archéologue lorrain Georges Poirot, par ailleurs auteur d'un article consacré notamment à l'enceinte d'Autreville.

### Époque gallo-romaine et Moyen Âge
L'histoire d'Autreville est intimement liée à celle de son voisin Millery, distant d'à peine un kilomètre en amont au bord de la Moselle et dont le territoire est peuplé depuis une époque reculée. Les premiers habitants occupaient le sommet de la Falaise, la côte qui surplombe les deux villages. À la période romaine, notamment lors de la construction d'une importante villa romaine au lieu-dit le Bâtiment, une partie des habitants s'établit autour de celle-ci à l'endroit du village actuel de Millery. Quelques familles s'installèrent autour d'une autre villa, qui aurait alors donné le nom du village d'Autreville.
Selon le Vallerius Lotharingiae de Buchoz, une bataille entre Romains et Germains aurait eu lieu en 366 après J-C quelque part entre Millery et Scarpone. Il s'agirait en fait d'une bataille entre les légions de Flavius Jovin et des envahisseurs alamans, rapportée par l'historien Ammien Marcellin,,.

Le premier nom latin d'Autreville (Alteravilla) est relevé pour la première fois dans un diplôme, en date de l'an 896 (DCCCXCVI), du roi de Lotharingie Zwentibold (895-900), aux côtés de ceux de Scarpone, Marbache, Rosières-en-Haie, Millery et Belleville :
« Il y est dit expressément que les bourgs de Belleville, Autreville et Millery font partie du comté de Scarpone. »
Autreville apparaît par la suite dans divers écrits (charte, diplôme, échanges de taxes et terres), notamment dans une charte donnée en 932 par Saint-Gauzelin à l'abbaye de Bouxières, puis en 948 dans une charte du roi Othon Ier de Germanie confirmant les biens de l'abbaye de St.-Epvre-lès-Toul.
D'après une monographie de 1889, les tuiles de Scarpone auraient été fabriquées à Autreville et acheminées par voie d'eau. À l’époque gallo-romaine, cette tuilerie située à la limite de Millery alimentait les bâtiments de la région par la Moselle. L’ouvrage Histoire de Pont-à-Mousson affirme également que les Romains exploitaient à Autreville une tuilerie dont ils transportaient, par eau, les produits à Metz.
Jusqu'en 1760 était encore visible, dans les vignes d’Autreville, une ligne de circonvallation faisant partie d'un système de défense organisé, selon les uns par les Romains [un oppidum] ou, selon d’autres, par l'armée des Huns d'Attila, lorsque celui-ci vint assiéger Scarpone. Un passage de l'historien carolingien Paul Diacre laisserait en effet entendre que les Huns, en 451, auraient campé, notamment sur la Falaise d'Autreville et le coteau de Sainte-Geneviève, en vue de faire le siège de Scarpone mais cette version a été contestée.

#### Nécropole mérovingienne
Au début des années 2000, à l'occasion de travaux d'aménagement d'un jardin au lieu-dit Haut la Vigne, a été découverte une sépulture attribuable à l’époque mérovingienne. Jusque-là, seules des découvertes anciennes (en 1888) attestaient la présence d’une nécropole mérovingienne, localisée sur un ancien lieu-dit Champ des Prussiens, disparu des documents cadastraux aujourd'hui disponibles. Cette nécropole fait partie des importants groupements découverts autour de Scarpone et de Mousson.

#### Présence apparente des Templiers
Autreville aurait été le site d'une maison des Templiers, à l'instar de plusieurs localités du voisinage du temple Saint-Pieger (ou Saint-Préjet) de Millery, parfois appelé Millery-aux-Templiers, ce qui veut dire que l'ordre y possédait des terres. Le temple de Millery aurait été fondé vers l'an 1200 par les hospitaliers de Libdeau.
Indice de ce passé, le nom de la rue des Templiers qui monte à gauche de l'église Saint-André et fut baptisée ainsi à la suite de la découverte de vestiges lors de travaux de réfection dans le 4e quart du XXe siècle.
En 1307, l'évêque de Metz Renaud de Bar eut un différend avec les chanoines du chapitre de la Cathédrale, qui l'accusaient d'avoir envoyé des gens de guerre sur leurs terres de Millery et d'Autreville, où ceux-ci avaient causé des dégâts « pour plus de deux cens livres messins ».
Après la dissolution de l'ordre du Temple en 1312, le comte Henri IV de Bar fit don en 1338 à l'Évêché de Metz de ses possessions à Autreville et Millery.

#### Campement du duc René II et affrontement contre Charles le Téméraire
Autreville est mentionné dans diverses publications,,,,,,,, comme le lieu d'un affrontement, en octobre 1476, entre des partisans du duc de Lorraine René II et ceux du duc de Bourgogne Charles le Téméraire, précédant le siège et la bataille de Nancy au cours duquel ce dernier devait trouver la mort quelques semaines plus tard.
Les récits relatent que le duc René, après avoir quitté Saint-Nicolas-de-Port, vint camper le 17 octobre 1476 (ou bien le lundi 14 ?) dans la plaine d'Autreviile, sur la rive droite de la Moselle. Charles le Téméraire avança de son côté sur l'autre rive et s'arrêta le même jour à Dieulouard. Les deux armées échangèrent des tirs de couleuvrine par-dessus la rivière,. Le duc de Lorraine entendait ainsi empêcher la jonction de l'armée du duc de Bourgogne avec celle de son allié l'évêque de Metz. Il décida cependant de profiter de la nuit pour s'en aller prendre Pont-à-Mousson. Le lendemain, Charles, ayant compris le stratagème, traversa la Moselle afin d'occuper le campement déserté pour y attendre des vivres envoyés par son allié. Voulant rejoindre leur duc René en traversant les lignes ennemies, les milices de Jean, bâtard de Vaudémont, au nombre de 300, affrontèrent les Bourguignons mais furent taillées en pièces. Seule une vingtaine de survivants parvint à s'échapper dans un bois voisin.
À noter qu'au début du XXe siècle, le quotidien régional, l'Est Républicain, commémorait régulièrement cette bataille dans sa rubrique Éphémérides lorraines. Exemple en une de l'édition du 18 octobre 1905 :
« 1476. — Les troupes bourguignonnes de Charles le Téméraire mettent en déroute les milices de Vaudémont â Autreville, sur la Moselle. »
Des restes de fortifications élevées en 1476 par les troupes de Charles le Téméraire étaient encore visibles au milieu du XIXe siècle sur la Falaise,.

### XVIesiècle,XVIIesiècle,XVIIIeetXIXesiècles
Au milieu du XVIe siècle, Autreville dut subir le passage, les réquisitions, voire les dévastations de diverses armées, notamment les troupes du duc Antoine de Lorraine allant au secours de François Ier en 1541 ou celles de Charles Quint en 1549-1550.
Le village, qui dépendait jusque-là de la principauté épiscopale de Metz, fut rattaché en 1562 au duché de Lorraine. Après des différends survenus au sujet d’Autreville et de Millery entre le duc Charles III de Lorraine et le chapitre de la cathédrale Saint-Étienne de Metz, le duc obtint la jouissance de la souveraineté dans ces deux villages, tandis que le chapitre y conserva la haute justice, l’institution et la destitution des officiers, etc.,. Un traité à cet effet fut signé à Nancy le 26 février 1562.
Autreville fut dès lors enclavé dans la généralité et le bailliage de Nancy et suivait les coutumes de Lorraine. Au début du XVIIe siècle, les cartes de Lorraine en faisaient un lieu aussi considérable que Millery, Quant au spirituel, il était annexe de Millery et dépendait de la cure pastorale de Pont-à-Mousson.
Chaque ménage de Millery et d'Autreville devait payer au duc, « pour droit de sauvegarde, une rente d'un florin, de dix gros pièce, monnaie de Lorraine ».
En outre, depuis le Moyen Âge, le châtelain de Condé-sur-Moselle, en échange d'une protection dans l'enceinte de son château, « prétendait que chaque laboureur de ces deux lieux devait à sa recette une quarte d'avoine et les manœuvres une demi-quarte ; cette redevance était appelée l'avoine de la porte de Condé. » Cette coutume aurait remonté à 1369, lorsque les habitants de Millery et Autreville obtinrent le droit de se réfugier avec leurs biens dans le château de Condé, moyennant le versement d'une redevance annuelle au châtelain. Condé avec un certain nombre de villages voisins, Faulx, Malleloy, Montenoy, Autreville et Millery, formait une circonscription judiciaire spéciale. Le tribunal était constitué d’un maître échevin et de deux échevins nommés par le duc de Lorraine.
En 1617, à la fin du mois d'avril, un faux pont en bois sur bateaux fut construit sur la Moselle en contrebas du village d'Autreville, pour le passage des troupes hollandaises.
Durant la Guerre de Trente Ans, à la suite des invasions françaises de la Lorraine autour de 1630, le village de Millery fut détruit par des mercenaires et son église incendiée. Des épidémies, notamment la peste de novembre 1629 à juillet 1630, ainsi que la famine décimèrent la population d'Autreville, contrainte de se réfugier dans la forêt. Frappant à nouveau de mars à août 1631, la peste aurait coûté la vie à 25 hommes et 22 femmes adultes, sans compter des jeunes gens et des enfants,.
En 1633, les sœurs de la Visitation de Nancy reçurent en donation à Autreville une métairie avec des vignes, deux jardins et une maison,.
À partir de 1641, les habitants de Millery et Autreville furent ruinés par les gens de guerre, de sorte qu'il leur fut impossible de faire une déclaration pour leurs conduits au receveur de Condé, les deux villages étant alors vidés de leurs habitants.
En 1644, Autreville était encore occupé par des soldats croates.
En 1645, les deux villages de Millery et Autreville furent ruinés par la grêle. En 1649, les habitants étant tombés dans une extrême pauvreté, celui d'Autreville était abandonné depuis quelque temps.
En 1658, Millery et Autreville, déserts en 1643, payèrent respectivement pour 3 et 4 conduits.
Le repeuplement du village, comme du reste de la Lorraine, s'effectua par des colons venus d'autres provinces françaises, entre le milieu et la fin du XVIIe siècle.
En 1709, Autreville était annexe de Millery, quoiqu'ayant son ban séparé. Les deux villages ne formaient alors qu'une communauté réduite à moins de 50 habitants et partageaient un seul maire.
En 1719, Condé fut érigé en marquisat sous le nom de Custines. Autreville et Millery dépendaient du canton de Pont-à-Mousson.
1722 est l'année à laquelle remontent les registres paroissiaux les plus anciens disponibles dans les archives départementales.
En 1766, Autreville fut rattaché, dans la province de Lorraine, au royaume de France.
En 1779, Autreville dépendait du diocèse de Metz, archidiaconé de Vic, archiprêtré de Mousson.
En mars 1789, la communauté d'Autreville, sous la présidence de Nicolas Mangeot, maître échevin en la haute justice de Millery et Autreville, réunie chez François Chèvre, syndic de la municipalité, rédigea un cahier de doléances en prévision des États généraux. Les habitants de l'époque s'y plaignaient en particulier du poids des impôts face au faible rapport des terres, notamment en raison des inondations annuelles de la Moselle.
À la suite de la Révolution française, Autreville intégra en 1790 le canton de Belleau dans le district de Pont-à-Mousson, alors des divisions administratives de la Meurthe, aux côtés des communes de Bezaumont, Landremont, Lixières, Millery, Morey, Serrières, Sivry et Ville-au-Val.
Sous le Premier Empire, Autreville fut érigé en succursale en 1802 puis à nouveau annexé à Millery à partir de 1807.
En 1822, Autreville dénombrait 350 individus, 88 feux et 73 habitations. Le village couvrait alors une superficie de 516 hectares, dont 378 de labours, 58 de prés et 39 de bois.
Ce fut vers le milieu du XIXe siècle qu'Autreville connut son pic de population (375 habitants en 1841).
À la fin du XIXe siècle, la commune devint un cas de jurisprudence et d'étude de droit lorrain à la suite d'un litige opposant celle-ci à des riverains de l'ancien cimetière communal,,.
Toujours à la fin du XIXe siècle, la localité fut citée dans un plan de fortification des abords de Nancy face à la frontière allemande rapprochée par l'annexion du département de la Moselle en 1871. Il fut ainsi envisagé la possibilité de bâtir un fort muni de tourelles sur le mamelon d'Autreville, afin de commander la vallée de la Moselle jusqu'à Dieulouard, d'une part, et la route de Nomeny, d'autre part.
D'après les Annales de la Chambre des députés de 1897, des conseillers municipaux d'Autreville  demandèrent que l'État prenne à sa charge les travaux de rectification et d'enrochement de la rive droite de la Moselle, depuis l'embouchure de la Meurthe jusqu'à Pagny-sur-Moselle et recherche la part des responsabilités dans les dégradations que la commune subissait depuis un certain nombre d’années. Leur demande fut rejetée au motif que les terrains corrodés par les débordements de la Moselle appartenaient à des particuliers et n'étaient donc pas du ressort du conseil municipal.

### XXesiècle
En 1912, Autreville figurait parmi les neuf communes encore assujetties au versement annuel, au Trésor français, des centimes additionnels imposés au titre de l'indemnité de guerre de 1871.

#### Première Guerre mondiale
Dès le début de la guerre, le général Fayolle, à la tête de la 139e brigade de la 70e division de réserve, vint s'établir la journée du 9 août 1914 sur les hauteurs d'Autreville, en couverture au nord de Nancy.
Faisant partie de la 2° ligne de résistance, le centre de résistance no 1 comprenait les hauteurs au nord d'Autreville et de Millery jusqu'à la Falaise, garni par un bataillon avec pour mission d'interdire les approches de l'ennemi par la vallée de la Moselle et le débouché par Ville-au-Val et Landremont.
Contrairement à des communes voisines comme Dieulouard ou Nomeny, celle d'Autreville ne fut pas bombardée ni dévastée durant les intenses combats livrés dans la région, en particulier la Bataille du Grand-Couronné. Cependant, des chutes d'obus allemands y furent signalées le 8 septembre 1914. Des habitants du village proche de Sainte-Geneviève, totalement dévasté, vinrent se réfugier notamment à Autreville. Les habitants d'Autreville, comme d'autres communes situées sur la rive droite de la Meurthe, furent à leur tour évacués, puis autorisés vers la mi-septembre à regagner leur localité, à condition d'être munis d'un laissez-passer. Autreville fait partie des sept communes épargnées par les dévastations parmi les 27 communes du canton de Pont-à-Mousson.
Le 232e Régiment d'infanterie fut cantonné en réserve dans le village du 3 au 6 octobre 1914.
Dans la suite de la guerre, le village accueillit des cuisines roulantes. Durant l'été 1918, le 202e Régiment d'artillerie de campagne y séjourna, avant d'être relevé par des soldats américains de la 2e Division d'infanterie.
12 soldats natifs d'Autreville sont répertoriés comme étant morts pour la France au cours de la Première Guerre mondiale. Trois soldats français sont morts sur le territoire de la commune en 1916 et 1918.

#### Seconde Guerre mondiale
Quelques jours avant l'armistice, le 1er Bataillon de la Compagnie de mitrailleuses du 26e Régiment d'infanterie vint cantonner à Bezaumont, Autreville et Millery le 16 juin 1940.

##### Crash d'un bombardier allié fin juillet 1944
Dans la nuit du 28 au 29 juillet 1944, un bombardier quadrimoteur Avro Lancaster Type B III de la RAF, en route pour un raid aérien sur Stuttgart, fut abattu par un chasseur de la Luftwaffe et s'écrasa sur le flanc de la Falaise au-dessus de Millery, non loin d'Autreville. Trois aviateurs néo-zélandais et un Britannique, sur les sept membres d'équipage, trouvèrent la mort et furent inhumés dans le cimetière communal de Millery. On estime qu'au moins 1 500 villageois des environs, parmi lesquels des Autrevillois, assistèrent à la cérémonie en pleine occupation allemande.

##### Libération en septembre 1944
Dans la nuit du 11 au 12 septembre 1944, le 2e et 3e bataillon du 317e Régiment d'infanterie de la 3e Armée du général Patton traversèrent la Moselle. Après la traversée, le 3e bataillon se plaça sur les hauteurs d’Autreville. En fin d'après-midi du 12 septembre, une tête de pont fut construite, englobant Atton, Loisy, Saint-Geneviève, Bezaumont, Ville-au-Val et les côtes d’Autreville,,.
Les habitants d'Autreville, comme des communes environnantes (Bezaumont, Millery), chassés par les troupes allemandes devant l’avance des Alliés, allèrent se réfugier dans les communes voisines de Belleau et Morey. Réciproquement, des habitants de Belleau vinrent se réfugier plusieurs jours à Autreville début octobre 1944 à la suite de l'incendie de leur village par le mitraillage d'avions américains.

## Population et société

### Démographie
Les habitants sont appelés les Autrevillois.

L'évolution du nombre d'habitants est connue à travers les recensements de la population effectués dans la commune depuis 1793. Pour les communes de moins de 10 000 habitants, une enquête de recensement portant sur toute la population est réalisée tous les cinq ans, les populations de référence des années intermédiaires étant quant à elles estimées par interpolation ou extrapolation. Pour la commune, le premier recensement exhaustif entrant dans le cadre du nouveau dispositif a été réalisé en 2005.

En 2022, la commune comptait 264 habitants, en évolution de −4,69 % par rapport à 2016 (Meurthe-et-Moselle : −0,13 %, France hors Mayotte : +2,11 %).
| 1793 | 1800 | 1806 | 1821 | 1831 | 1836 | 1841 | 1846 | 1851 |
| ---- | ---- | ---- | ---- | ---- | ---- | ---- | ---- | ---- |
| 299  | 343  | 345  | 339  | 343  | 342  | 375  | 374  | 362  |

| 1856 | 1861 | 1872 | 1876 | 1881 | 1886 | 1891 | 1896 | 1901 |
| ---- | ---- | ---- | ---- | ---- | ---- | ---- | ---- | ---- |
| 340  | 346  | 311  | 321  | 290  | 291  | 263  | 258  | 271  |

| 1906 | 1911 | 1921 | 1926 | 1931 | 1936 | 1946 | 1954 | 1962 |
| ---- | ---- | ---- | ---- | ---- | ---- | ---- | ---- | ---- |
| 254  | 235  | 229  | 215  | 203  | 216  | 204  | 242  | 239  |

| 1968 | 1975 | 1982 | 1990 | 1999 | 2005 | 2006 | 2010 | 2015 |
| ---- | ---- | ---- | ---- | ---- | ---- | ---- | ---- | ---- |
| 218  | 230  | 252  | 264  | 249  | 298  | 302  | 267  | 274  |

| 2020 | 2022 | - | - | - | - | - | - | - |
| ---- | ---- | - | - | - | - | - | - | - |
| 260  | 264  | - | - | - | - | - | - | - |

« Actuellement, une grande majorité des habitants d’Autreville travaille hors de la commune.
Le livre des familles d’Autreville comprend la transcription de 4 229 individus, 1525 unions, 710 patronymes. »

### Enseignement
Située dans l'académie de Nancy-Metz, la commune dispose d'un groupe scolaire, baptisé Émile Schmitt en hommage à un instituteur de la fin du XIXe siècle et du début du XXe siècle et construit dans le dernier quart du XXe siècle en remplacement des deux écoles primaires communales précédentes : la « grande école », implantée dans le bâtiment de la mairie, et la « petite école », qui se trouvait au lieu-dit le Faubourg, devenue aujourd'hui la « Maison des associations ». Le groupe scolaire Émile-Schmitt accueille des élèves de maternelle et assure un accueil périscolaire. L'école primaire la plus proche est l'école élémentaire Marguerite-Reitz de Millery, avec laquelle l'école d'Autreville constitue, depuis le 1er septembre 2002, un regroupement pédagogique intercommunal (RPI). L'établissement secondaire le plus proche est le collège Joliot-Curie de Dieulouard.

## Économie

### Agriculture
E. Grosse indique dans son ouvrage, vers 1836 : « Surface territ. 516 hect., dont 378 en terres labour., 39 en bois et 58 en prairies. » Le village a donc eu une tradition agricole.
Henri Lepage cite quant à lui pour la même période : « Surf. territ. : 451 hect. ; 506 en terres lab., 51 en prés, 45 en vignes. » ce qui confirme l'activité viticole.
Des vignobles couvraient tous les coteaux du village, comme en témoignent encore les noms de plusieurs lieux-dits consultables ici (Bourganvignes, Haut la Vigne, Vignes de Dessous Mont). En 1872, Autreville entretenait une culture mixte sur son territoire composé, pour moitié, de terres argilo-calcaires et très calcaires en limite de coteau et, pour moitié, d'un riche et fécond sol d'alluvion argilo-sableux et argilo-siliceux dans la vallée. Les cultures industrielles étaient alors le vin et le houblon, destiné aux brasseries des environs. Cinq principales exploitations agricoles étaient recensées, ainsi qu'une distillerie. En 1891, le syndicat viticole d'Autreville comptait 60 membres. Probablement à la suite de l'épidémie de phylloxéra au début du XXe siècle, les vignes ont largement cédé la place à des vergers de mirabelliers et autres. En 1909, divers vignerons d'Autreville sont encore cités dans le catalogue des exposants de l'Exposition internationale de l'est de la France, organisée à Nancy.
Toujours au début du XXe siècle, il existait dans la commune, à l'instar de nombre de celles du département, une association syndicale pour l'assainissement des prairies.
Plusieurs exploitations ont pratiqué l'élevage de bovins, puis de moutons et de chevaux.
Au XXIe siècle, le village est un terroir réputé pour ses asperges, dont « la géologie des boucles de la Moselle, terre d'alluvions, est historiquement propice au développement ». Auparavant, la commune d'Autreville louait des terrains — dits « les portions » — aux habitants qui cultivaient tous un peu d'asperge.

### Secteur primaire moderne
Le secteur primaire comprend, outre les exploitations agricoles et les élevages, les établissements liés à l’exploitation de la forêt et les pêcheurs. D'après le recensement agricole 2010 du Ministère de l'agriculture (Agreste), la commune d'Autreville-sur-Moselle était majoritairement orientée sur la polyculture et le poly-élevage (auparavant même production) sur une surface agricole utilisée d'environ 182 hectares (inférieure à la surface cultivable communale) en diminution depuis 1988 — Le cheptel en unité de gros bétail s'est réduit de 283 à 74 entre 1988 et 2010. Il n'y avait plus que trois (six en 1988) exploitations agricoles ayant leur siège dans la commune et employant quatre unités de travail  (jusqu'à six auparavant).

### Étangs
Les étangs d'Autreville-sur-Moselle sont exploités par des sablières, ainsi que pour la pêche et le tourisme.
Un projet de création d'une carrière d’extraction (gravière) de matériaux alluvionnaires destinés au BTP était à l'étude en 2019.
Par ailleurs, en aval d'Autreville, en face de Dieulouard, se trouvent sur la Moselle le barrage du Liégeot,, construit en 1958, et sa microcentrale hydroélectrique.

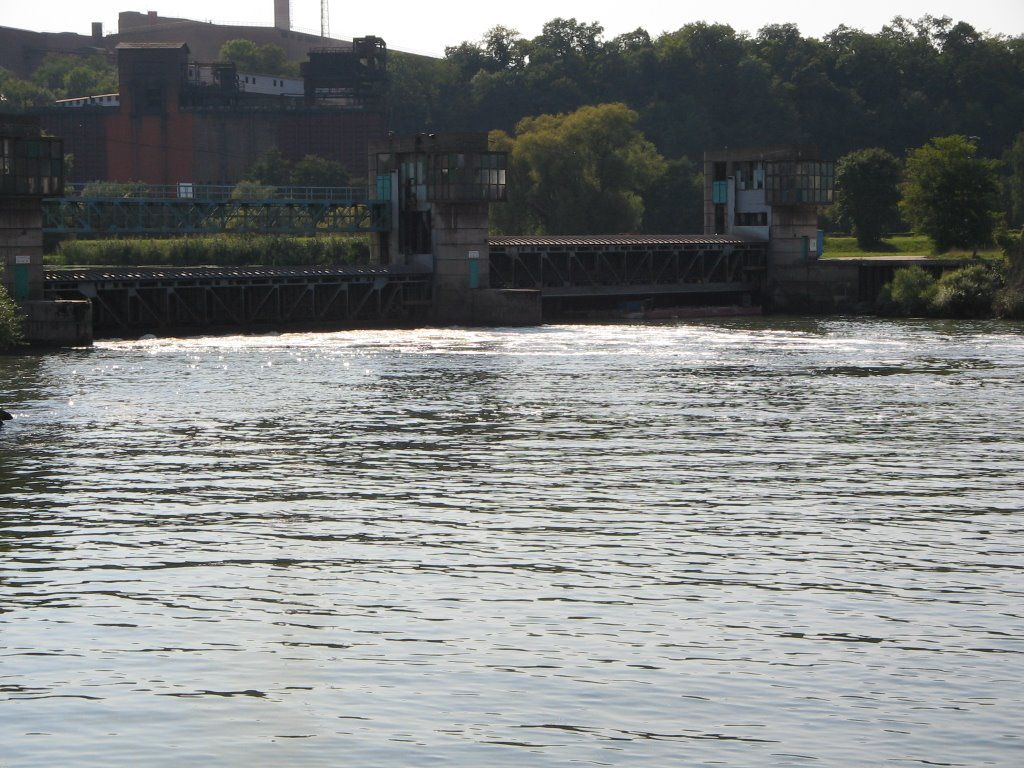
Barrage d'Autreville-sur-Moselle (Liégeot).
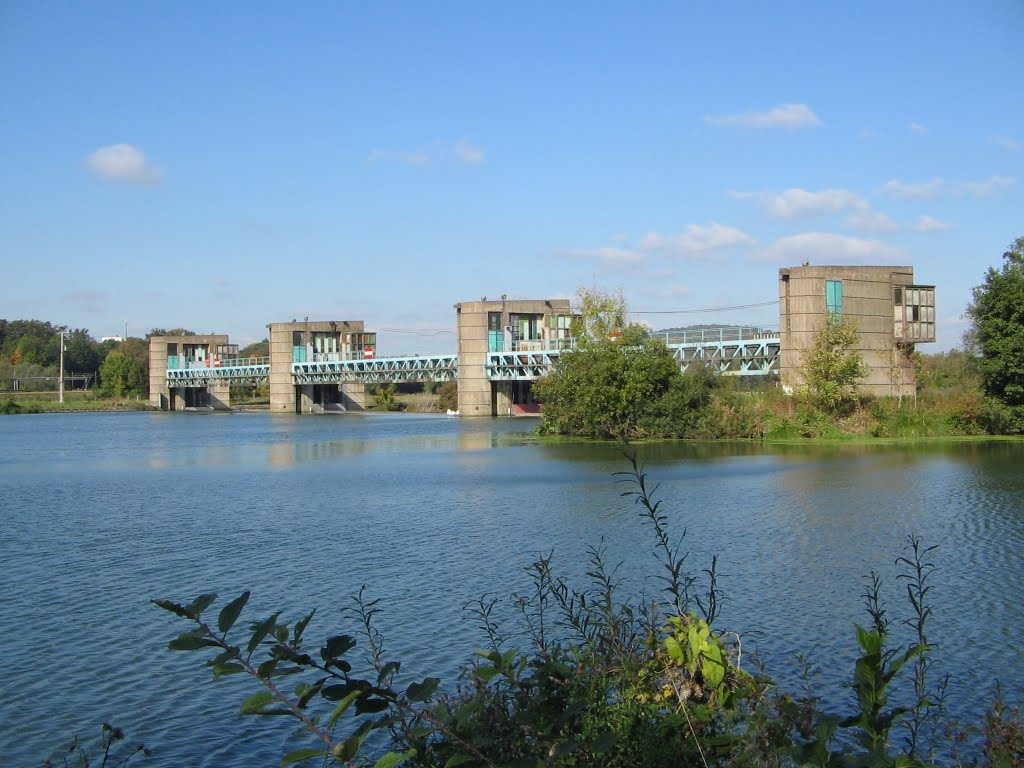
Barrage d'Autreville-sur-Moselle (Liégeot).
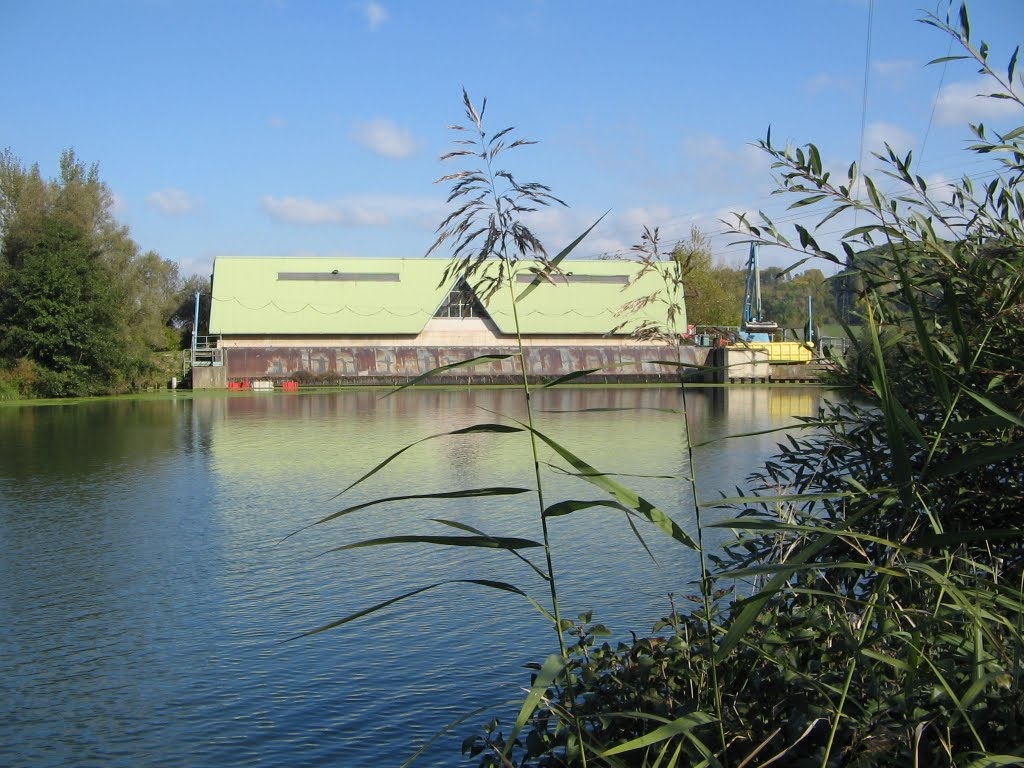
Microcentrale hydroélectrique d'Autreville.

## Culture locale et patrimoine

### Lieux et monuments
- Église Saint-André, restaurée fin XVIIIe siècle :
  - chœur de style gothique du XIIIe ou XIVe siècle[62] ;
  - nef de style grange de 15,25 m (L) x 6,25 m (l) x 6,50 m (H) et clocher de 15 m[62] ;
  - fonts baptismaux du XIIIe siècle[62] ;
  - retable aux douze apôtres (4e quart du XVe siècle[166]) ;
  - autel latéral sud : la mort de l'époux très chaste de la Vierge (Artiste inconnu - XIXe siècle) ;
  - tableau : l'Institution du Rosaire (1er quart du XVIIe siècle)[167] ;
  - sous le grand crucifix à l'intérieur de l'église serait inhumé Louis Juliac, maire du village au XVIIIe siècle, décédé en 1755[141] ;
  - en 1859, le Comité du Musée lorrain fit l'acquisition de deux anges adorateurs, des rondes-bosses sculptées en 1736 par un cordonnier nommé Léopold Bigot et envoyées à l'église d'Autreville dans des circonstances inconnues[168] ;
  - autrefois, comme c'est souvent le cas dans les villages lorrains, l'église était entourée du cimetière communal jusqu'en 1865, date à laquelle celui-ci fut désaffecté[169] et transféré vers le haut du village.Église Saint-André.

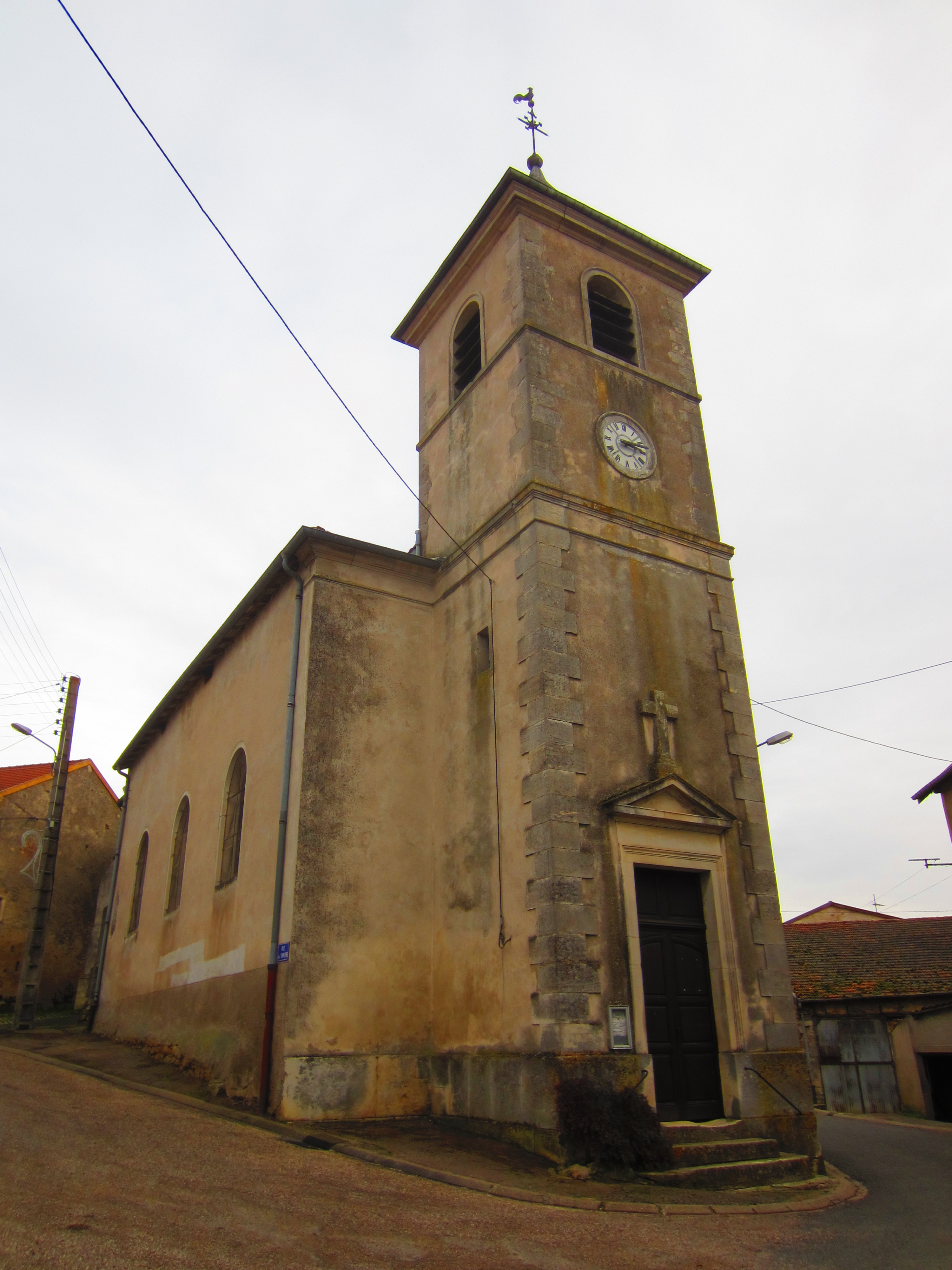
Église Saint-André.

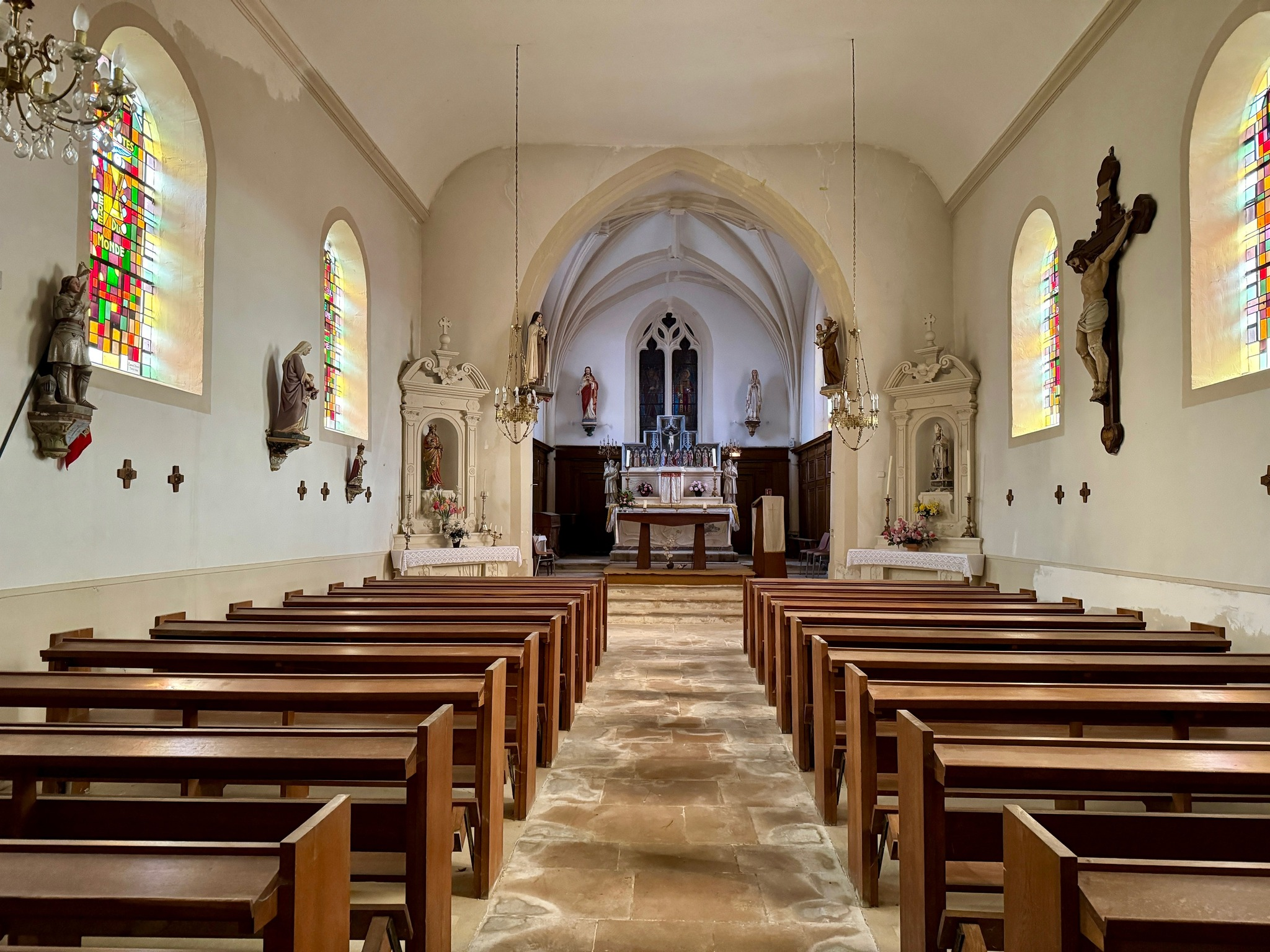
Intérieur de l'église
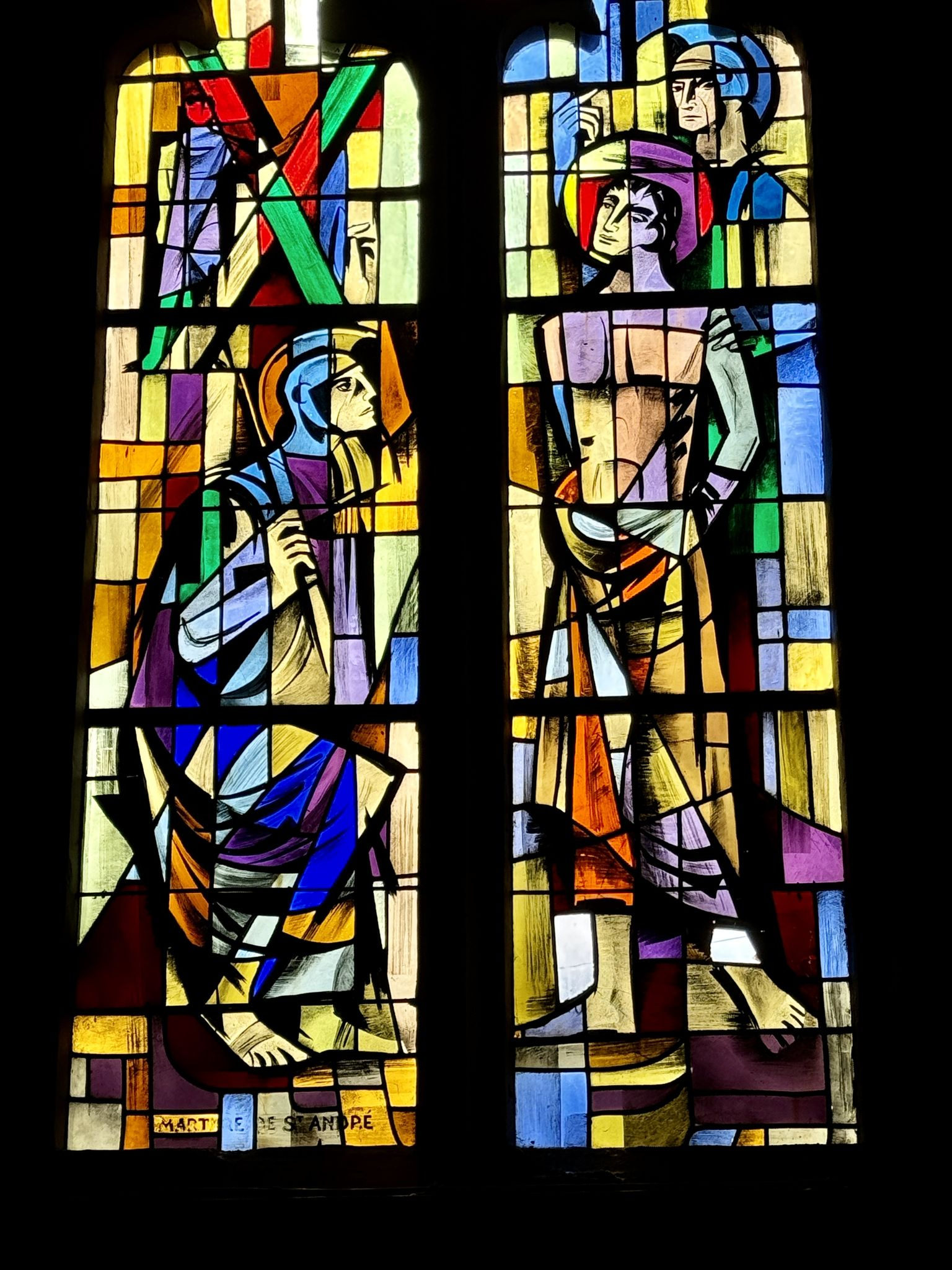
Vitrail mort de St-André
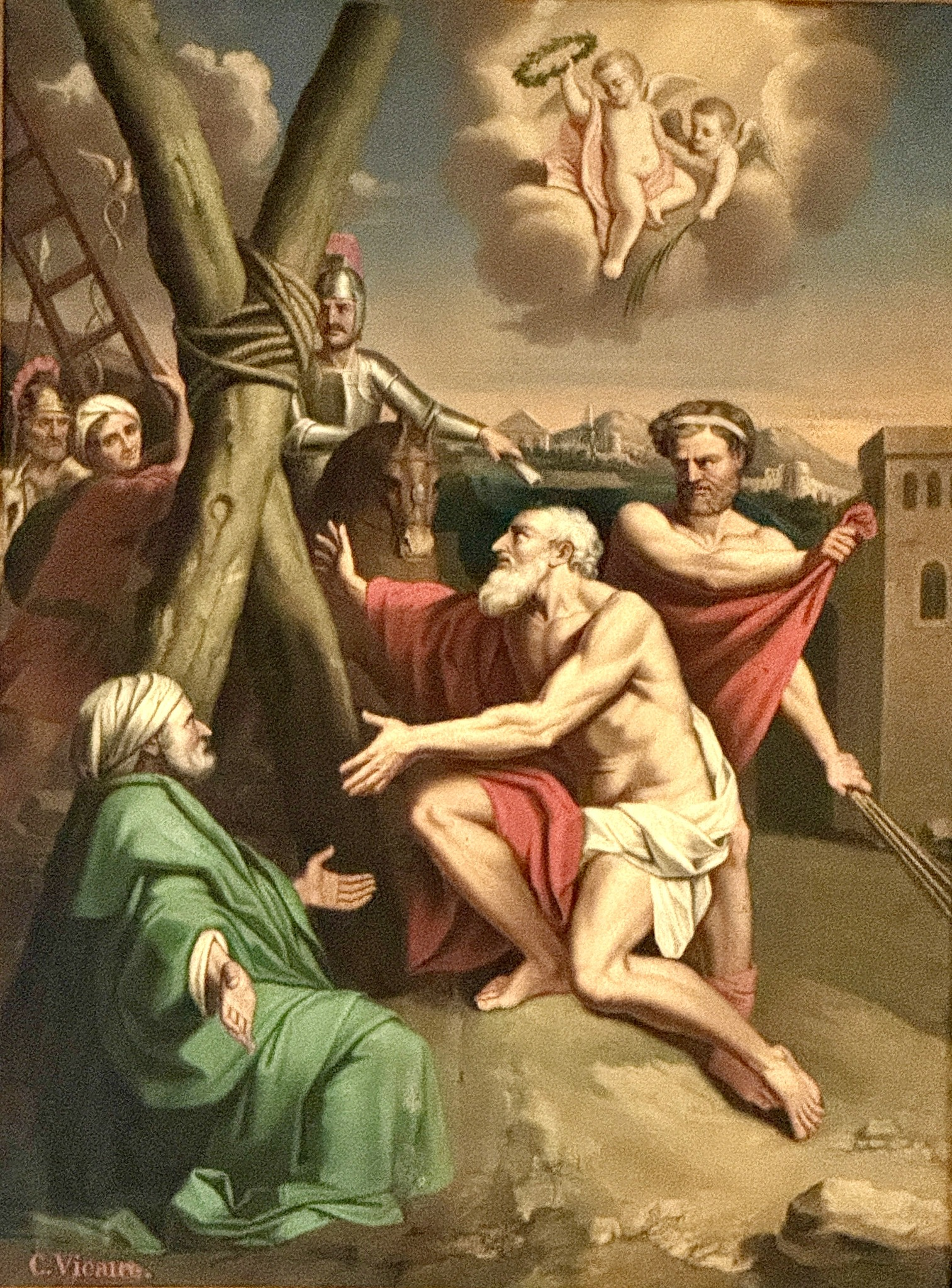
Tableau martyr de St-André
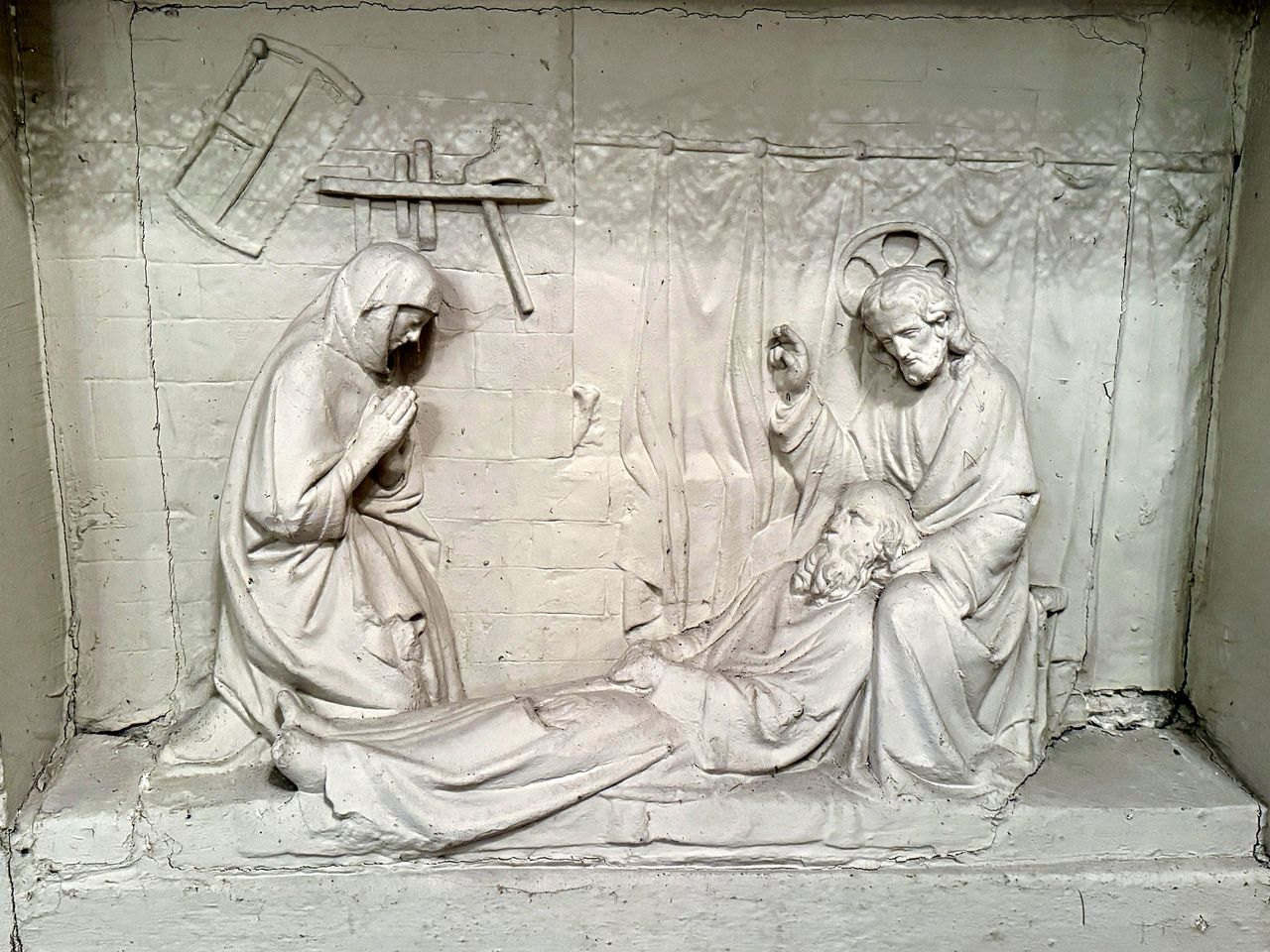
Bas-relief mort de St-Joseph
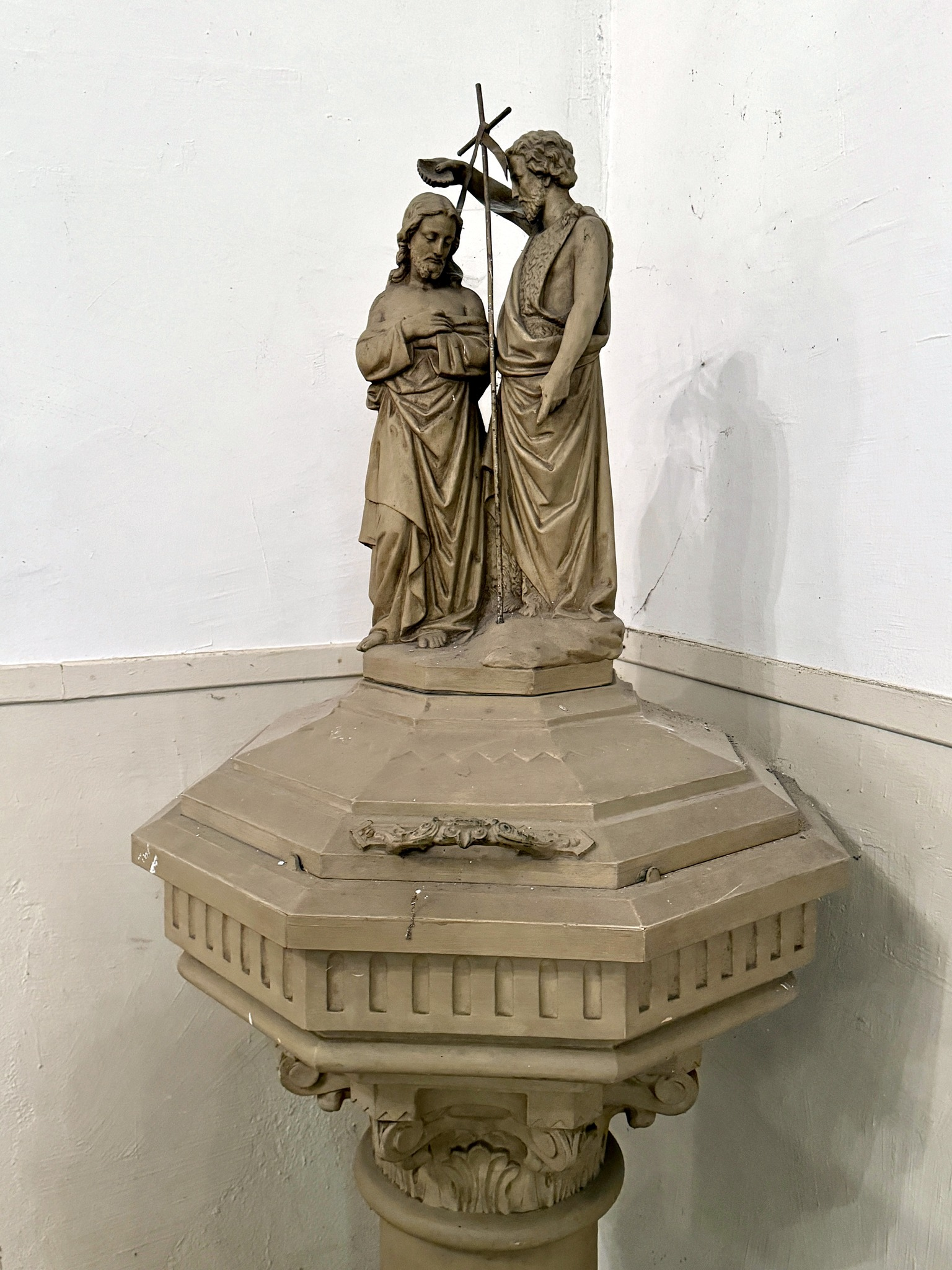
Fonts baptismaux
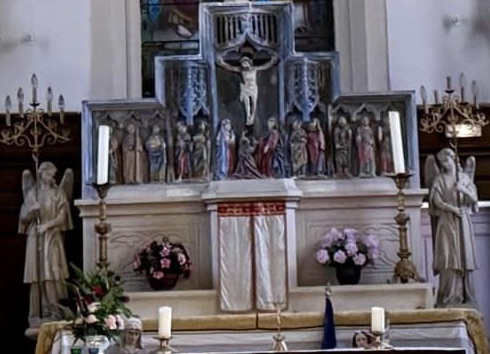
Retable aux douze apôtres
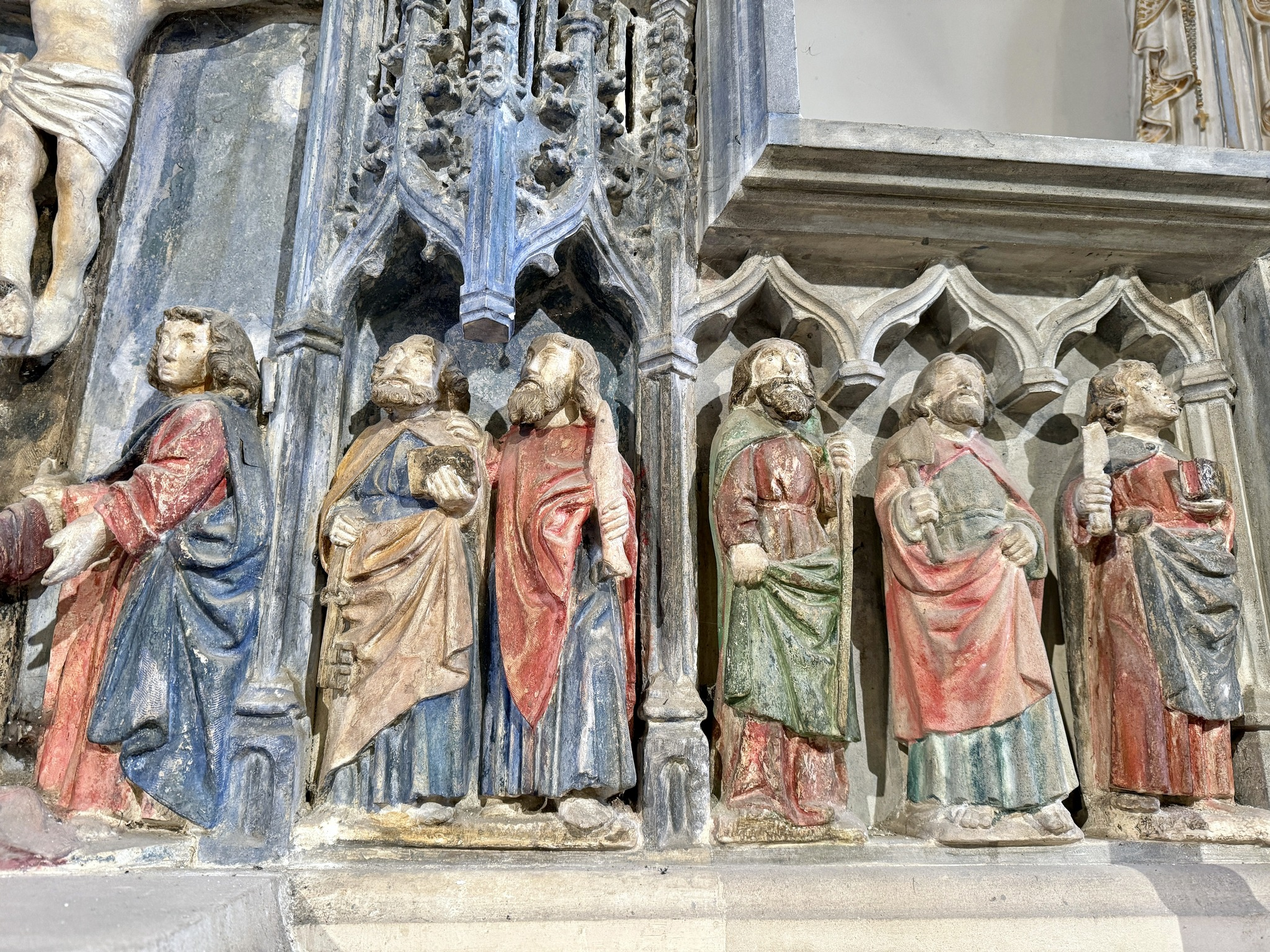
Détail du retable

- Monument aux morts : à l'intérieur du cimetière communal - Nos morts pour la Patrie 1914-1918[131].

Après quatre années de fermeture due à des infiltrations d'eau, l'église d'Autreville-sur-Moselle a rouvert le 9 novembre 2024.

### Personnalités liées à la commune
La famille Juliac, issue de Jean JULIAC, garde du duc de Lorraine Charles V, décédé à Millery en 1707, a donné trois maîtres échevins d'église ou de justice d'Autreville et de Millery : ses fils François et Louis ainsi que son petit-fils Antoine. Un fils d'Antoine, Jean-Louis, né à Autreville, lieutenant de cavalerie, aurait été garde du corps de l'ex-roi de Pologne et duc de Lorraine Stanislas Leczinski.

### Héraldique, logotype et devise
| Blason de Autreville-sur-Moselle | Blason  | Coticé bandé contre bandé ondé d'azur et d'argent, au flanchis de gueules en chef à dextre et à trois sandres (poissons) d'or, posés en bande, un en chef à senestre, les deux autres en pointe. |
| Blason de Autreville-sur-Moselle | Détails | Le trait en barre partageant les ondes de la Moselle représente le câble du bac d'Autreville. Il peut aussi représenter l'autoroute qui coupe la commune en deux. Le sautoir ou croix de Saint André évoque le patron de la paroisse. Il est en outre le patron des pêcheurs. Les sandres d'or symbolisent la pêche et les étangs, richesses de la commune. Adopté le 13 novembre 1986. |